# 欧文·托里
欧文·凯茨·托里（英語：Owen Cates Torrey，1925年10月31日—2001年2月13日），美国男子帆船运动员，曾就读于哈佛大学。他曾代表美国参加1948年夏季奥林匹克运动会帆船比赛，获得一枚铜牌。